# Course en ligne féminine de cyclisme sur route aux Jeux olympiques d'été de 2012
Navigation
Pékin 2008 Rio de Janeiro 2016
La course en ligne féminine de cyclisme sur route, épreuve de cyclisme des Jeux olympiques d'été de 2012, a lieu le 29 juillet 2012 dans le sud-ouest de Londres sur 140 kilomètres. La médaille d'or revient à la Néerlandaise Marianne Vos, la médaille d'argent à la Britannique Elizabeth Armitstead et la médaille de bronze à la Russe Olga Zabelinskaïa.

## Parcours
La course part et se termine de The Mall. Les coureuses se dirigent vers le sud-ouest à travers la ville, traversant la Tamise à Putney Bridge, et elles poursuivent leur route à travers Richmond Park en passant par Hampton Court Palace. La partie de la course se déroulant à Surrey inclut plusieurs tours d'une boucle difficile autour de Box Hill avant que les coureuses ne se dirigent vers le Nord à travers Leatherhead, Esher, Kingston, Richmond Park avant d'atteindre à nouveau The Mall pour l'arrivée.

## Liste de départ
Une liste provisoire de départ est publiée le 23 juillet avec 67 participantes. La liste finale comprend 66 partantes. Lee Wai Sze de Hong Kong est enlevée. La cité État a donc le nombre de coureuses prévues par le réglement. Dans la sélection allemande Claudia Häusler est remplacée par Charlotte Becker.

## Favorites
Les favorites sont la tenante du tire, la Britannique Nicole Cooke, les Néerlandaises Annemiek van Vleuten et Marianne Vos, l'Italienne Giorgia Bronzini, la Suédoise Emma Johansson (médaillée d'argent en 2008) et l'Allemande Judith Arndt,.

## Programme
Tous les temps correspondent à l'UTC+1
| Date                     | Horaire | Manche |
| ------------------------ | ------- | ------ |
| Dimanche 29 juillet 2012 | 12 h 00 | Finale |

## Récit de la course
La course démarre à midi, heure britannique. La météo est froide et pluvieuse. Cela cause de nombreuses creuvaisons et incidents durant la course.
Janildes Silva Fernandes est la première à attaquer, sans succès. Ellen van Dijk produit un démarrage au bout de trente cinq kilomètres. Elle est rejointe par quelques autres coureuses, mais le peloton revient rapidement. Quelques minutes plus tard, la Néerlandaise récidive mais est nouveau reprise. Après deux nouvelles attaques de van Dijk et une de Loes Gunnewijk, l'Américaine Kristin Armstrong attaque dans l'ascension du Box Hill. Elle est suivie par Emma Pooley. Elles sont cependant reprises. Marianne Vos place alors un contre. Elle est suivie par Shelley Olds mais le peloton ne laisse pas partir. Après de nouvelles attaques d'Ellen van Dijk, Judith Arndt, Emma Pooley puis de nouveau Ellen van Dijk, un peloton de trente cinq se présente groupé à cinquante kilomètres du but. Au début de la deuxième ascension du Box Hill, Marianne Vos attaque suivie par Elizabeth Armitstead et Alena Amialiusik. Ils ne font pas d'écart. Après la descente, Olga Zabelinskaïa part en solitaire. Marianne Vos attaque alors en poursuite. Elle est prise en chasse par Elizabeth Armitstead et Shelley Olds. Les trois reviennent à leur tour sur la tête de course. Olds crève à une dizaine de kilomètres de l'arrivée. L'échappée compte une avance en dessous de la minute jusqu'au bout. Zabelinskaya emmène dans le dernier kilomètre. Marianne Vos lance le sprint et s'impose. Elizabeth Armitstead est deuxième, Zabelinskaya troisième. Ina-Yoko Teutenberg gagne le sprint du peloton devant Giorgia Bronzini,.

## Résultats
La liste des participantes est publiée le 23 juillet
| Rang | Coureuse               | Pays             | Temps           |
| ---- | ---------------------- | ---------------- | --------------- |
|      | Marianne Vos           | Pays-Bas         | 3 h 35 min 29 s |
|      | Lizzie Armitstead      | Royaume-Uni      | m.t.            |
|      | Olga Zabelinskaïa      | Russie           | 3 h 35 min 31 s |
| 4    | Ina-Yoko Teutenberg    | Allemagne        | 3 h 35 min 56 s |
| 5    | Giorgia Bronzini       | Italie           | m.t.            |
| 6    | Emma Johansson         | Suède            | m.t.            |
| 7    | Shelley Olds           | États-Unis       | m.t.            |
| 8    | Pauline Ferrand-Prévot | France           | m.t.            |
| 9    | Liesbet De Vocht       | Belgique         | m.t.            |
| 10   | Aude Biannic           | France           | m.t.            |
| 11   | Katarzyna Pawłowska    | Pologne          | m.t.            |
| 12   | Joëlle Numainville     | Canada           | m.t.            |
| 13   | Na Ah-reum             | Corée du Sud     | m.t.            |
| 14   | Annemiek van Vleuten   | Pays-Bas         | m.t.            |
| 15   | Alena Amialiusik       | Biélorussie      | m.t.            |
| 16   | Ashleigh Moolman       | Afrique du Sud   | m.t.            |
| 17   | Grete Treier           | Estonie          | m.t.            |
| 18   | Linda Villumsen        | Nouvelle-Zélande | m.t.            |
| 19   | Emilia Fahlin          | Suède            | m.t.            |
| 20   | Pia Sundstedt          | Finlande         | m.t.            |
| 21   | Christine Majerus      | Luxembourg       | m.t.            |
| 22   | Polona Batagelj        | Slovénie         | m.t.            |
| 23   | Clemilda Fernandes     | Brésil           | m.t.            |
| 24   | Evelyn Stevens         | États-Unis       | m.t.            |
| 25   | Tatiana Antoshina      | Russie           | m.t.            |
| 26   | Evelyn García          | Salvador         | m.t.            |
| 27   | Denise Ramsden         | Canada           | m.t.            |
| 28   | Joanna van de Winkel   | Afrique du Sud   | m.t.            |
| 29   | Maaike Polspoel        | Belgique         | 3 h 36 min 1 s  |
| 30   | Tatiana Guderzo        | Italie           | m.t.            |
| 31   | Nicole Cooke           | Royaume-Uni      | m.t.            |
| 32   | Clara Hughes           | Canada           | m.t.            |
| 33   | Trixi Worrack          | Allemagne        | 3 h 36 min 4 s  |

| Rang | Coureuse               | Pays           | Temps           |
| ---- | ---------------------- | -------------- | --------------- |
| 34   | Noemi Cantele          | Italie         | m.t.            |
| 35   | Kristin Armstrong      | États-Unis     | 3 h 36 min 16 s |
| 36   | Amber Neben            | États-Unis     | 3 h 36 min 20 s |
| 37   | Judith Arndt           | Allemagne      | 3 h 36 min 28 s |
| 38   | Larisa Pankova         | Russie         | 3 h 37 min 22 s |
| 39   | Shara Gillow           | Australie      | m.t.            |
| 40   | Emma Pooley            | Royaume-Uni    | 3 h 37 min 36 s |
| 41   | Íngrid Drexel          | Mexique        | HD              |
| 42   | Loes Gunnewijk         | Pays-Bas       | HD              |
| 43   | Charlotte Becker       | Allemagne      | HD              |
| 44   | Xin Liu                | Chine          | HD              |
| 45   | Monia Baccaille        | Italie         | HD              |
| 46   | Fernanda da Silva (en) | Brésil         | HD              |
| 47   | Ellen van Dijk         | Pays-Bas       | HD              |
| 48   | Lucy Martin            | Royaume-Uni    | HD              |
| 49   | Hsiao Mei-yu           | Taipei chinois | HD              |
| 50   | Alyona Andruk          | Ukraine        | HD              |
| 51   | Audrey Cordon          | France         | HD              |
| 52   | Ludivine Henrion       | Belgique       | HD              |
| 53   | Robyn de Groot         | Afrique du Sud | HD              |
| 54   | Amanda Spratt          | Australie      | HD              |
| 55   | Chloe Hosking          | Australie      | HD              |
| 56   | Yumari González        | Cuba           | HD              |
| 57   | Emilie Moberg          | Norvège        | HD              |
| 58   | Isabelle Söderberg     | Suède          | HD              |
| 59   | Jamie Wong             | Hong Kong      | HD              |
| –    | Mayuko Hagiwara        | Japon          | Abd             |
| –    | Danielys García        | Venezuela      | Abd             |
| –    | Paola Muñoz            | Chili          | Abd             |
| –    | Aurelie Halbwachs      | Maurice        | Abd             |
| –    | Elena Tchalykh         | Azerbaïdjan    | Abd             |
| –    | Jutatip Maneephan      | Thaïlande      | Abd             |
| –    | Janildes Fernandes     | Brésil         | Abd             |